# Stiptocnemis hiekei
Stiptocnemis hiekei là một loài bọ cánh cứng trong họ Bọ hung (Scarabaeidae).